# Hoburgs bank och Midsjöbankarna
Hoburgs bank och Midsjöbankarna este o arie protejată (sit de importanță comunitară — SCI, arie de protecție specială avifaunistică — SPA) din Suedia întinsă pe o suprafață de 1.051.111,2 ha, integral marine.

## Localizare
Centrul sitului Hoburgs bank och Midsjöbankarna este situat la coordonatele 56°08′16″N 17°36′50″E / 56.1377°N 17.6138°E.

## Înființare
Situl Hoburgs bank och Midsjöbankarna a fost declarat arie de protecție specială avifaunistică în decembrie 2016 pentru a proteja 4 specii de animale. Situl a fost protejat și ca sit de importanță comunitară în decembrie 2016.

## Biodiversitate
Situată în ecoregiunile boreală, continentală și marină baltică, aria protejată conține 2 habitate naturale: Recifuri, Bancuri de nisip acoperite în permanență slab de apă marină.
La baza desemnării sitului se află mai multe specii protejate:
- păsări (3): Cepphus grylle, Clangula hyemalis, eider (Somateria mollissima)
- mamifere (1): marsuin (Phocoena phocoena)